# Salobreña
Salobreña település Spanyolországban, Granada tartományban. Salobreña Almuñécar, Ítrabo, Molvízar, Los Guájares, Vélez de Benaudalla és Motril községekkel határos. Lakosainak száma 12 660 fő (2024).

## Népesség
A település népessége az elmúlt években az alábbi módon változott:
| Lakosok száma | 10 486 | 11 420 | 12 063 | 12 747 | 12 790 | 12 431 | 12 399 | 12 381 | 12 472 | 12 660 |
|               | 2001   | 2004   | 2006   | 2009   | 2011   | 2014   | 2016   | 2019   | 2021   | 2024   |